# Nicrophorus investigator
Nicrophorus investigator is een kever uit de familie aaskevers (Silphidae). 

## Naam en indeling
De wetenschappelijke naam van de soort werd voor het eerst voorgesteld door Johan Wilhelm Zetterstedt in 1824. Abusievelijk wordt vaak de wetenschappelijke naam Necrophorus investigator gebruikt. De soortaanduiding investigator betekent vrij vertaald 'hij die zoekt'.
De soort is onder verschillende synoniemen bekend, die onderstaand zijn weergegeven:
- Necrophorus aleuticus Gistel, 1848
- Necrophorus baeckmanni Kieseritzky, 1930
- Necrophorus confossor LeConte, 1854
- Necrophorus funerator Fauvel, 1890
- Necrophorus funeror Reitter, 1884

- Nicrophorus investigator maritimus ab. grahami Swan & Papp, 1972 (unavailable name) unav.
- Necrophorus infodiens Mannerheim, 1853
- Necrophorus praedator insularis Lafer, 1989
- Necrophorus labiatus Motschulsky, 1860
- Necrophorus latifasciatus Lewis, 1887

## Uiterlijke kenmerken
Nicrophorus investigator is een vrij grote soort die een lichaamslengte bereikt van twaalf tot 22 millimeter. Het lichaam is breed en grotendeels diepzwart van kleur. Zowel aan de voorzijde als de achterzijde van de dekschilden is een golvende, bont gekleurde dwarsband aanwezig. De kleur is soms geel tot oranje maar neigt meestal naar rood. De voorste band is vaak aanmerkelijk breder dan de achterste. De dekschilden zijn verkort en reiken niet tot over de achterlijfspunt waardoor deze ontbloot is. Een gele lichaamsbeharing op het achterlijf ontbreekt. De antennes eindigen knotsvormig en hebben een rood uiteinde. De poten zijn zwart, de tibia en de tarsi kunnen bruin van kleur zijn. De tibia zijn recht en niet gekromd.
Volwassen exemplaren zijn zeer vaak voorzien van kleine roodbruine mijten op het lichaam en tussen de poten, voornamelijk soorten uit het geslacht Poecilochirus. Deze mijten zijn echter foretisch; ze gebruiken de kever slechts als transportmiddel van het ene leefgebied naar het andere en tasten het dier niet aan. De kever kan echter dusdanig veel mijten meedragen dat het dier nauwelijks meer kan lopen of vliegen. 
Nicrophorus investigator is te onderscheiden van de gewone doodgraver (Nicrophorus vespilloides) doordat deze laatste geheel zwarte antennes heeft en de achterste gekleurde band op de dekschilden altijd onderbroken is in het midden. Bij de krompootdoodgraver (Nicrophorus vespillo) is de scheen aan de achterste poten wat naar binnen gekromd. Nicrophorus vestigator ten slotte heeft een duidelijk gele lichaamsbeharing wat vooral op het achterste deel van achterlijf goed te zien is.

## Levenswijze

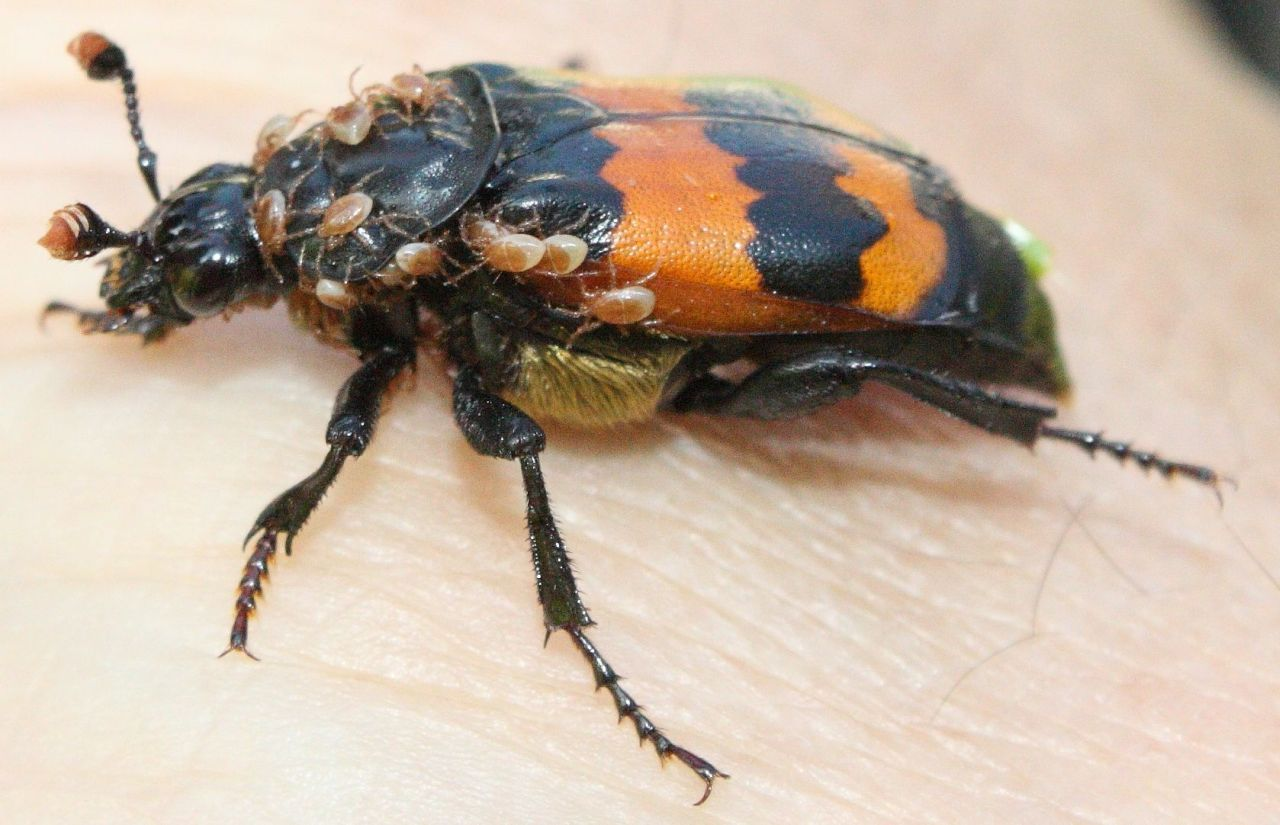
Een exemplaar uit Noorwegen met duidelijk zichtbare foretische mijten.

De kever is actief gedurende de lente, zomer en deel van de herfst en overwinteren ondergronds. De meeste exemplaren zijn tijdens de warmere delen van de zomer te zien. De mannetjes en vrouwtjes zoeken elkaar op door met hun reukzintuigen te speuren naar rottend organisch materiaal. Het betreft meestal karkassen van dieren, zoals kleine zoogdieren als muizen of kleine vogels maar ook andere dieren en zelfs rottende schimmels of plantendelen kunnen worden gebruikt. Hier verdedigt een koppeltje hun voedselbron waarna ze het ontdoen van eventuele  beharing of bevedering en het geheel tot een bal kneden. Vervolgens begraven ze het dode materiaal samen in de bodem. Hiertoe wordt het bodemmateriaal onder het voedsel weggegraven en er bovenop gedeponeerd zodat de voedselbal langzaam onder de grond verdwijnt, tot een diepte van zestig centimeter. Het vrouwtje zet haar eieren af bij het karkas waarna enige tijd later de larven verschijnen. Deze worden door zowel het mannetje als het vrouwtje bewaakt tot ze al na enkele weken volledig zijn ontwikkeld. 

## Verspreiding en habitat
Nicrophorus investigator heeft een enorm verspreidingsgebied en komt voor in delen van Europa, Azië, Noord- en Zuid-Amerika. De kever is niet kieskeurig als het gaat om de habitat en heeft geen sterke voorkeur voor een bepaald bodemtype. In Europa komt de kever voornamelijk voor in bossen maar de soort kan ook in open landschappen zoals graslanden en kustgebieden worden aangetroffen.